# Campionati mondiali di sollevamento pesi 1986
I Campionati mondiali di sollevamento pesi 1986, 60ª edizione della manifestazione, si svolsero a Sofia dall'8 al 15 novembre 1986. Fu l'ultima edizione a prevedere la partecipazione soltanto maschile; a partire dall'edizione successiva, fu organizzata anche la competizione femminile, in un luogo e periodo diverso.

## Titoli in palio
| Categoria            | Eventi         | Atleti |
| -------------------- | -------------- | ------ |
| Pesi mosca           | Fino a 52 kg   | 20     |
| Pesi gallo           | Fino a 56 kg   | 11     |
| Pesi piuma           | Fino a 60 kg   | 17     |
| Pesi leggeri         | Fino a 67,5 kg | 21     |
| Pesi medi            | Fino a 75 kg   | 26     |
| Pesi massimi leggeri | Fino a 82,5 kg | 22     |
| Pesi mediomassimi    | Fino a 90 kg   | 23     |
| Pesi massimi primi   | Fino a 100 kg  | 19     |
| Pesi massimi         | Fino a 110 kg  | 20     |
| Pesi supermassimi    | Oltre i 110 kg | 14     |

## Nazioni partecipanti
Le nazioni che hanno partecipato ai campionati furono 41 per un totale di 193 atleti partecipanti. Tra questi, la suddivisione continentale è la seguente: 118 atleti europei, 18 americani, 40 asiatici, 11 africani e 6 oceaniani. Tra parentesi i partecipanti per nazione.
- Afghanistan (1)
- Algeria (1)
- Australia (6)
- Austria (5)
- Belgio (1)
- Bulgaria (10)
- Canada (5)
- Cecoslovacchia (8)
- Cina (10)
- Corea del Nord (7)
- Corea del Sud (8)
- Cuba (10)
- Danimarca (3)
- Egitto (8)
- Finlandia (3)
- Francia (6)
- Germania Est (8)
- Germania Ovest (7)
- Giappone (3)
- Grecia (6)
- Indonesia (1)
- Israele (1)
- Italia (7)
- Jugoslavia (4)
- Libano (3)
- Lussemburgo (1)
- Nigeria (2)
- Pakistan (1)
- Palestina (1)
- Polonia (10)
- Portogallo (2)
- Regno Unito (2)
- Romania (7)
- Siria (1)
- Spagna (4)
- Stati Uniti (3)
- Svezia (2)
- Taipei cinese (4)
- Turchia (1)
- Ungheria (10)
- Unione Sovietica (10)

## Risultati
| Evento  | Oro                 | Oro      | Argento             | Argento  | Bronzo              | Bronzo   |
| 52 kg   | 52 kg               | 52 kg    | 52 kg               | 52 kg    | 52 kg               | 52 kg    |
| ------- | ------------------- | -------- | ------------------- | -------- | ------------------- | -------- |
| Strappo | Jacek Gutowski      | 115,0 kg | He Zhuoqiang        | 112,5 kg | Lyu Jun-sik         | 112,5 kg |
| Slancio | Sevdalin Marinov    | 145,0 kg | Aleksej Kolokol'cev | 140,0 kg | Jacek Gutowski      | 137,5 kg |
| Totale  | Sevdalin Marinov    | 257,5 kg | Jacek Gutowski      | 252,5 kg | Aleksej Kolokol'cev | 250,0 kg |
| 56 kg   |                     |          |                     |          |                     |          |
| Strappo | He Yingqiang        | 127,5 kg | Mitko Grăblev       | 127,5 kg | Lai Runming         | 127,5 kg |
| Slancio | Mitko Grăblev       | 162,5 kg | Oksen Mirzoyan      | 160,0 kg | He Yingqiang        | 160,0 kg |
| Totale  | Mitko Grăblev       | 290,0 kg | He Yingqiang        | 287,5 kg | Oksen Mirzoyan      | 285,0 kg |
| 60 kg   |                     |          |                     |          |                     |          |
| Strappo | Naim Sjulejmanov    | 147,5 kg | Attila Czanka       | 130,0 kg | Ye Huanming         | 127,5 kg |
| Slancio | Naim Sjulejmanov    | 188,0 kg | Andreas Letz        | 160,0 kg | Kim Yong-su         | 160,0 kg |
| Totale  | Naim Sjulejmanov    | 335,0 kg | Attila Czanka       | 290,0 kg | Andreas Letz        | 285,0 kg |
| 67,5 kg |                     |          |                     |          |                     |          |
| Strappo | Mihail Petrov       | 155,0 kg | Stefan Topurov      | 152,5 kg | Andreas Behm        | 150,0 kg |
| Slancio | Mihail Petrov       | 187,5 kg | Stefan Topurov      | 185,0 kg | Xiao Minglin        | 180,0 kg |
| Totale  | Mihail Petrov       | 342,5 kg | Stefan Topurov      | 337,5 kg | Marek Seweryn       | 322,5 kg |
| 75 kg   |                     |          |                     |          |                     |          |
| Strappo | Borislav Gidikov    | 168,5 kg | Aleksandăr Vărbanov | 165,0 kg | Andrei Socaci       | 157,5 kg |
| Slancio | Aleksandăr Vărbanov | 212,5 kg | Borislav Gidikov    | 205,0 kg | Andrei Socaci       | 192,5 kg |
| Totale  | Aleksandăr Vărbanov | 377,5 kg | Borislav Gidikov    | 372,5 kg | Andrei Socaci       | 350,0 kg |
| 82,5 kg |                     |          |                     |          |                     |          |
| Strappo | Asen Zlatev         | 180,0 kg | Israil Arsamakov    | 177,5 kg | László Barsi        | 175,0 kg |
| Slancio | Asen Zlatev         | 225,0 kg | Enrique Sabari      | 215,0 kg | Zdravko Stoičkov    | 212,5 kg |
| Slancio | Asen Zlatev         | 225,0 kg | Enrique Sabari      | 215,0 kg | Israil Arsamakov    | 212,5 kg |
| Totale  | Asen Zlatev         | 405,0 kg | Israil Arsamakov    | 390,0 kg | László Barsi        | 385,0 kg |
| 90 kg   |                     |          |                     |          |                     |          |
| Strappo | Anatolij Chrapatyj  | 185,0 kg | Zoltán Balázsfi     | 185,0 kg | Viktor Solodov      | 180,0 kg |
| Slancio | Anatolij Chrapatyj  | 227,5 kg | Viktor Solodov      | 227,5 kg | Sławomir Zawada     | 210,0 kg |
| Totale  | Anatolij Chrapatyj  | 412,5 kg | Viktor Solodov      | 407,5 kg | Zoltán Balázsfi     | 392,5 kg |
| 100 kg  |                     |          |                     |          |                     |          |
| Strappo | Nicu Vlad           | 200,5 kg | Boris Seregin       | 192,5 kg | Andor Szanyi        | 187,5 kg |
| Slancio | Nicu Vlad           | 237,5 kg | Boris Seregin       | 237,5 kg | Andor Szanyi        | 225,0 kg |
| Totale  | Nicu Vlad           | 437,5 kg | Boris Seregin       | 430,0 kg | Andor Szanyi        | 412,5 kg |
| 110 kg  |                     |          |                     |          |                     |          |
| Strappo | Jurij Zacharevič    | 201,0 kg | Serhij Nahirnyj     | 192,5 kg | József Jacsó        | 182,5 kg |
| Slancio | Jurij Zacharevič    | 248,0 kg | Serhij Nahirnyj     | 235,0 kg | József Jacsó        | 232,5 kg |
| Totale  | Jurij Zacharevič    | 447,5 kg | Serhij Nahirnyj     | 427,5 kg | József Jacsó        | 415,0 kg |
| +110 kg |                     |          |                     |          |                     |          |
| Strappo | Antonio Krăstev     | 215,0 kg | Leonid Taranenko    | 200,0 kg | Robert Skolimowski  | 187,5 kg |
| Slancio | Manfred Nerlinger   | 245,0 kg | Antonio Krăstev     | 245,0 kg | Robert Skolimowski  | 222,5 kg |
| Totale  | Antonio Krăstev     | 460,0 kg | Manfred Nerlinger   | 430,0 kg | Robert Skolimowski  | 410,0 kg |

## Medagliere

### Grandi (totale)
Riferito al totale dell'esercizio: 8 nazioni sono entrate nel medagliere.
| Posiz. | Nazione          | Oro | Argento | Bronzo | Totale |
| ------ | ---------------- | --- | ------- | ------ | ------ |
| 1      | Bulgaria         | 7   | 2       | 0      | 9      |
| 2      | Unione Sovietica | 2   | 4       | 2      | 8      |
| 3      | Romania          | 1   | 1       | 1      | 3      |
| 4      | Polonia          | 0   | 1       | 2      | 3      |
| 5      | Cina             | 0   | 1       | 0      | 1      |
| 5      | Germania Ovest   | 0   | 1       | 0      | 1      |
| 7      | Ungheria         | 0   | 0       | 4      | 4      |
| 8      | Germania Est     | 0   | 0       | 1      | 1      |
| Totale | Totale           | 10  | 10      | 10     | 30     |

### Grandi (totale) e Piccole (Strappo e slancio)
Riferito al totale dell'esercizio e delle due specialità: 10 nazioni sono entrate nel medagliere. 
| Posiz. | Nazione          | Oro | Argento | Bronzo | Totale |
| ------ | ---------------- | --- | ------- | ------ | ------ |
| 1      | Bulgaria         | 18  | 8       | 1      | 27     |
| 2      | Unione Sovietica | 6   | 13      | 4      | 23     |
| 3      | Romania          | 3   | 2       | 3      | 8      |
| 4      | Cina             | 1   | 2       | 4      | 7      |
| 5      | Polonia          | 1   | 1       | 6      | 8      |
| 6      | Germania Ovest   | 1   | 1       | 0      | 2      |
| 7      | Ungheria         | 0   | 1       | 9      | 10     |
| 8      | Germania Est     | 0   | 1       | 2      | 3      |
| 9      | Cuba             | 0   | 1       | 0      | 1      |
| 10     | Corea del Nord   | 0   | 0       | 2      | 2      |
| Totale | Totale           | 30  | 30      | 31     | 91     |